# Як пограбувати банк
«Як пограбувати банк» (англ. How to Rob a Bank) — незалежний американський фільм, знятий режисером Ендрюсом Дженкінсом, прем'єра якого відбулася 20 травня 2007 року на Cannes Film Market. Знімання фільму  закінчили до березня 2006 року. Його показали на кінофестивалі в Лос-Анджелесі в червні 2007 року. Фільм про людину, яка раптово потрапляє в середину пограбування банку, і в кінцевому підсумку в сховище з одним із грабіжників, що опинившись красивою дівчиною, де і бере її в заручники. Фільм представлений у вигляді відеощоденника головного героя.

## Зміст
Життя обкрадає нас — податок за податком. Наша лінь вартує нам грошей. Різні зручності — SMS, MMS, мобілки, банкомати, банківські послуги — непомітно витягують у нас останні копійки. Система розрахована на дурнів. Герої фільму відкриють вам таємницю як перемогти систему і взяти від життя більше. Тому дивіться уважно!

## Ролі
| Актор            | Роль                      |
| ---------------- | ------------------------- |
| Ніколас Стал     | Джейсон Тейлор (Джинкс)   |
| Еріка Крістенсен | Джессіка (заручниця)      |
| Гевін Россдейл   | Саймон                    |
| Террі Крюс       | офіцер поліції Де Гепс    |
| Лео Фіцпатрік    | грабіжник з банди Саймона |
| Девід Керрадайн  | Нік                       |

## 10 порад, як пограбувати банк і залишитися на волі
Повний список порад з пограбування, що показується протягом фільму:
1. Вирішіть грабувати банк.
2. Складіть план.
3. Майте запасний план.
4. Встановіть чіткі зв'язки.
5. Виберіть ретельно ваших партнерів.
6. Будьте готові до несподіванок.
7. лайно трапляється.
8. Не скупися.
9. Пам'ятайте, що лайно трапляється.
10. Потрібно знати, коли піти.